# Patrick Agyemang
Patrick Agyemang (Walthamstow, 29 settembre 1980) è un ex calciatore ghanese con passaporto britannico, attaccante.

## Carriera

### Club
Ha giocato più di 150 partite in Championship.

### Nazionale
Vanta due presenze e una rete con la nazionale ghanese.